# Текуамбурро
Текуамбурро (ісп. Tecuamburro) - згаслий вулкан,  який знаходиться на півдні Гватемали, в департаменті Санта-Роса, за 50 км від міста Гватемала. Висота вулканічної споруди складає 1845 м. Сформувався в Кордильєрах приблизно 38 000 років тому у формі підкови. 
У кратері вулкана утворилося озеро з сильно мінералізованою водою. 